# 馬達龍法省
13°18′31″N 7°09′21″E / 13.30861°N 7.15583°E
馬達龍法省（法語：Madarounfa），是尼日爾的省份，位於該國南部，由馬拉迪大區負責管轄，北面是吉丹魯姆吉省，面積3,773平方公里，2012年人口716,112，人口密度每平方公里190人。